# Phorbia fani
Phorbia fani este o specie de muște din genul Phorbia, familia Anthomyiidae, descrisă de Xue în anul 2001. Conform Catalogue of Life specia Phorbia fani nu are subspecii cunoscute.